# Hemiblossia
Genre
Synonymes
- Parablossia Roewer, 1933
- Heteroblossia Roewer, 1933

Hemiblossia est un genre de solifuges de la famille des Daesiidae.

## Distribution
Les espèces de ce genre se rencontrent en Afrique.

## Liste des espèces
Selon Solifuges of the World (version 1.0) :
- Hemiblossia australis (Purcell, 1902)
- Hemiblossia bouvieri Kraepelin, 1899
- Hemiblossia brunnea Lawrence, 1953
- Hemiblossia etosha Lawrence, 1927
- Hemiblossia evangelina Lawrence, 1968
- Hemiblossia idioceras Hewitt, 1917
- Hemiblossia kalaharica Kraepelin, 1908
- Hemiblossia lawrencei Roewer, 1933
- Hemiblossia machadoi Lawrence, 1960
- Hemiblossia michaelseni Roewer, 1933
- Hemiblossia monocerus Hewitt, 1927
- Hemiblossia nama Lawrence, 1968
- Hemiblossia nigritarsis Lawrence, 1960
- Hemiblossia oneili Purcell, 1902
- Hemiblossia robusta Lawrence, 1972
- Hemiblossia rubropurpurea Lawrence, 1955
- Hemiblossia tana (Roewer, 1933)
- Hemiblossia termitophila Lawrence, 1965

## Publication originale
- Kraepelin, 1899 : Zur Systematik der Solifugen. Mitteilungen aus dem Naturhistorischen Museum in Hamburg, vol. 16, p. 195–259 (texte intégral).